# Langhus (localitate)
Langhus este o localitate din comuna Ski, provincia Akershus, Norvegia, cu o suprafață de 4,44 km² și o populație de 10.994 locuitori (2013).